# Meu Deus, Ajuda-me a Sobreviver a Este Amor Mortal

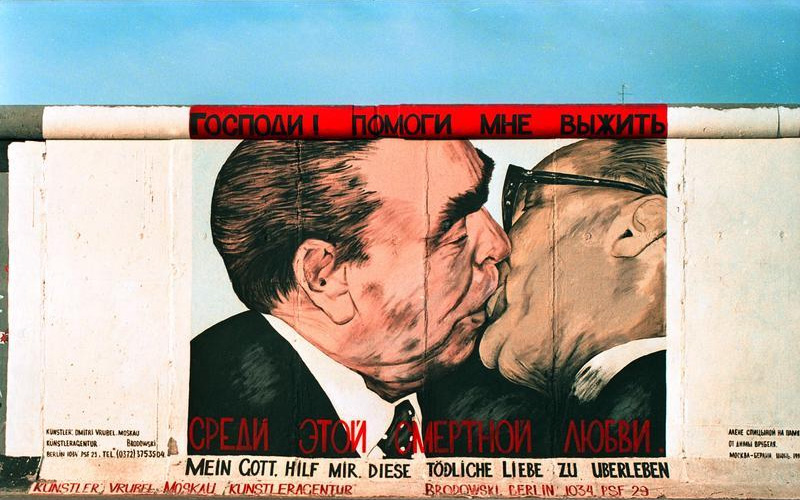
Mein Gott, hilf mir, diese tödliche Liebe zu überleben.

Meu Deus, Ajuda-me a Sobreviver a Este Amor Mortal (russo: «Господи! Помоги мне выжить среди этой смертной любви» Gospodi! Pomogi mne vyzhit' sredi etoy smertnoy lyubvi; alemão: Mein Gott, hilf mir, diese tödliche Liebe zu überleben), às vezes referido como o Beijo Fraternal (alemão: Bruderkuss), é um graffiti realizado no Muro de Berlim por Dmitri Vrubel, em 1990. A pintura representa Leonid Brezhnev e Erich Honecker em um beijo fraternal socialista, reproduzindo uma fotografia que capturou tal momento em 1979, durante o 30.º aniversário da fundação da Alemanha Oriental. O graffiti é um dos mais conhecidos do Muro de Berlim.

## A fotografia
A icônica fotografia capturando o famoso abraço foi realizada por Régis Bossu, em Berlim Oriental, no dia 7 de outubro de 1979. A fotografia foi largamente republicada. Brezhnev estava visitando a Alemanha Oriental na época da celebração do aniversário de sua fundação como uma nação comunista. Em 5 de outubro, a Alemanha Oriental e a União Soviética assinaram um acordo de apoio mútuo durante dez anos, no qual, a Alemanha Oriental proveria navios, maquinaria e equipamentos químicos para a URSS, enquanto que a União Soviética forneceria combustível e equipamento nuclear para a Alemanha Oriental.
Atualmente, os direitos pela foto são geridas pela Corbis.

## Ograffiti
Vrubel produziu o graffiti em 1990. Junto com outros murais na seção, a pintura continua em exibição depois que o muro foi derrubado, porém o vandalismo e as condições atmosféricas gradualmente levaram à sua deterioração. Em março de 2009, o graffiti, junto a outros, foi apagado do muro para permitir que os artistas originais os repintassem com tintas mais duráveis. Vrubel foi contratado para pintar o pedaço, doando a taxa de 3 mil euros a um projeto social de arte em Marzahn.
O fotógrafo Bossu e Vrubel se encontraram em 2009, e foram fotografados juntos em 16 de junho com as reproduções de seus trabalhos.
O graffiti possui 3,65 m de altura, por 4,80 m de largura.

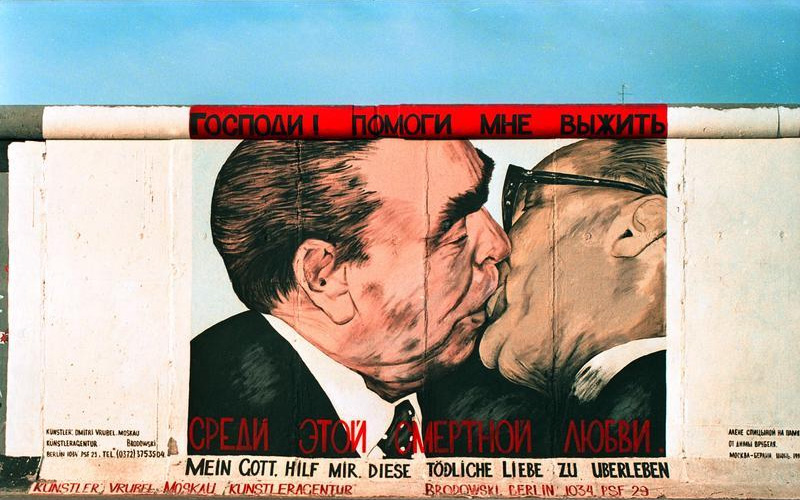
Condição do mural em 25 de julho de 1991
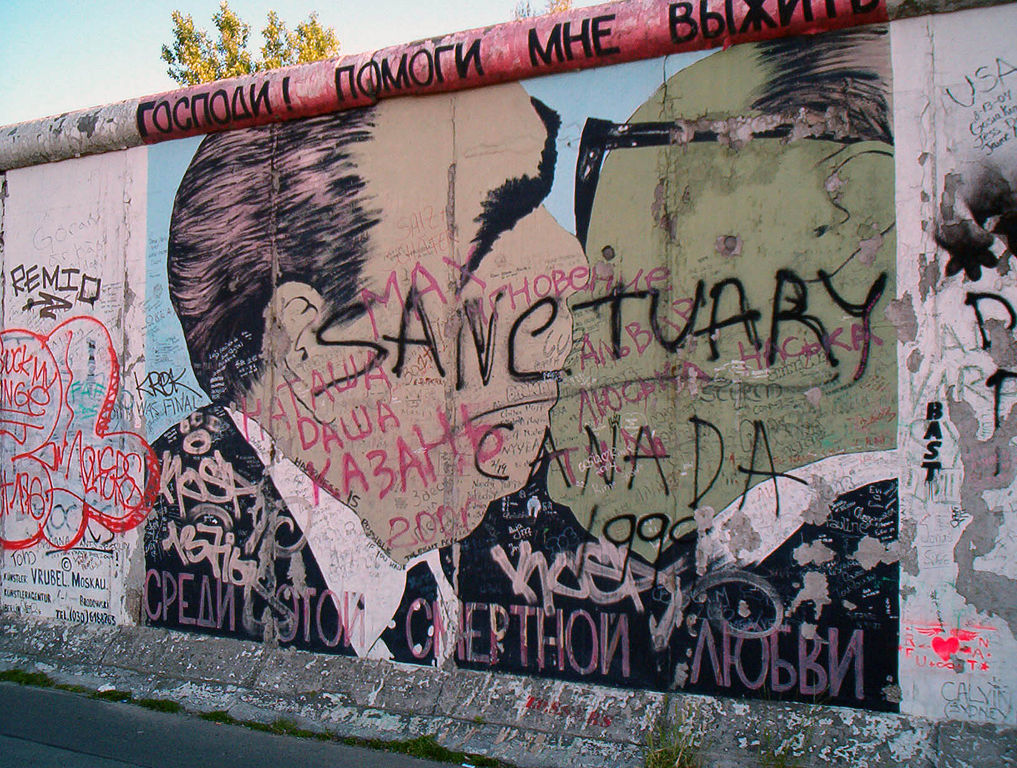
Condição do mural em 2005
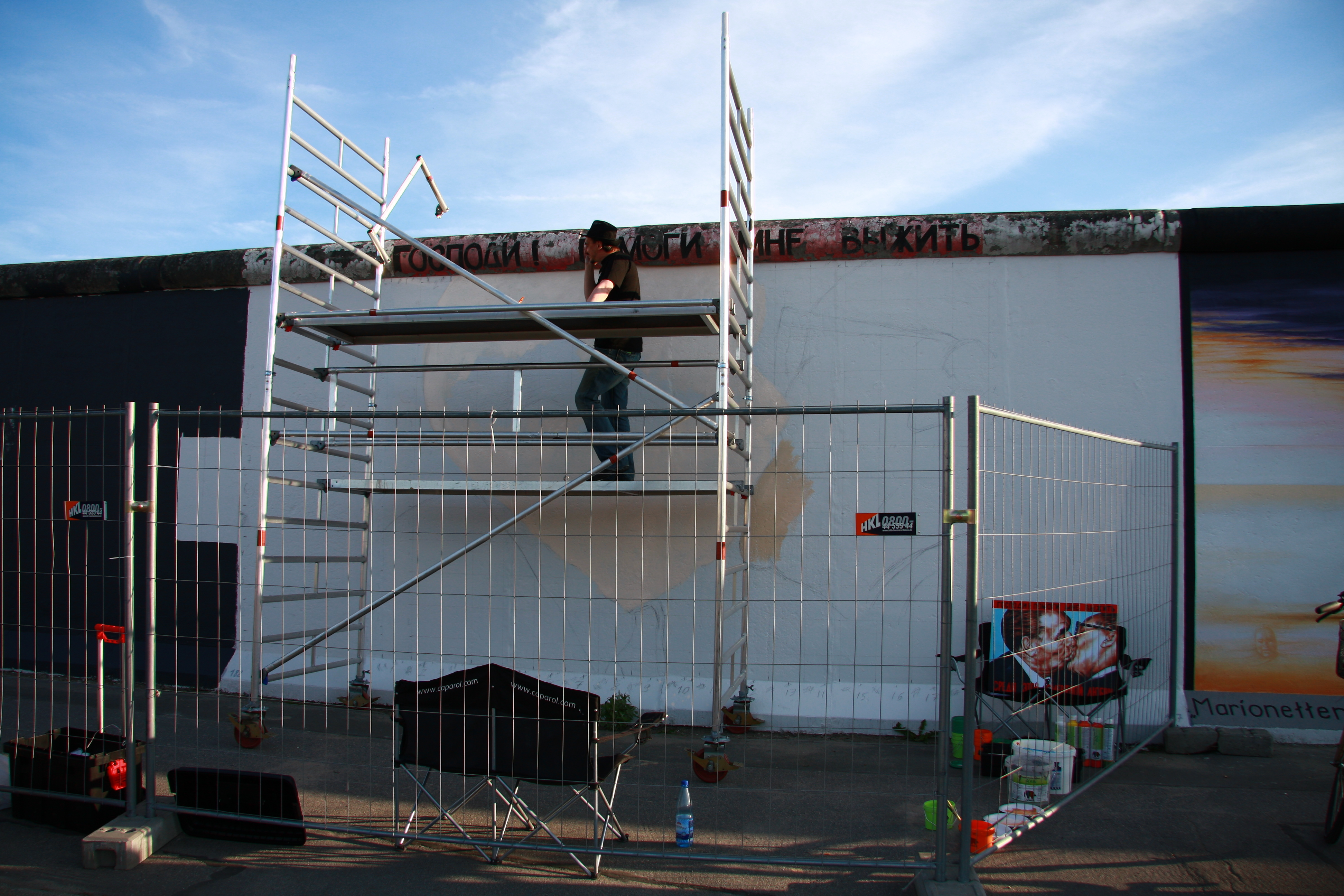
Dmitri Vrubel durante a restauração, em junho de 2009
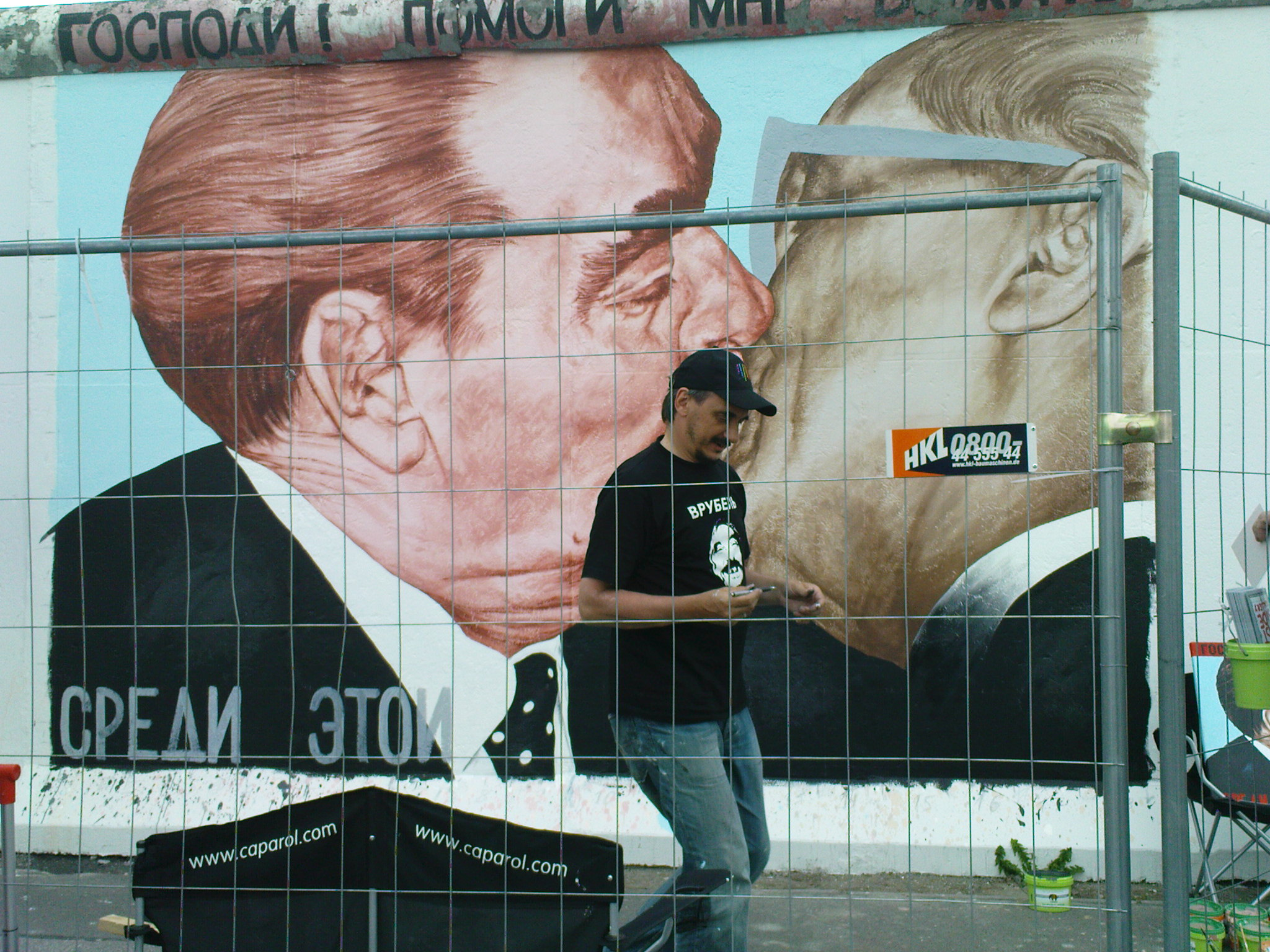
Condição do mural em 2009 após a restauração

## Recepção crítica da pintura
Meu Deus, Ajuda-me a Sobreviver a Este Amor Mortal tornou-se um dos mais conhecidos trabalhos de graffiti no Muro de Berlim. De acordo com Anthony Read e o David Fisher, a pintura é "particularmente marcante, com uma borda afiada e satírica". No entanto, também foi amplamente criticada na criação como uma reprodução simples da fotografia que o inspirou.